# Kamienica przy ul. Chmielnej 70 w Warszawie
Kamienica przy ulicy Chmielnej 70 – kamienica przy ulicy Chmielnej w Warszawie zniszczona w czasie II wojny światowej. Zwrot gruntu, na którym stała, doprowadził do wybuchu w 2016 afery reprywatyzacyjnej.

## Historia
Wg varsavianisty Ryszarda Mączewskiego budynek powstał prawdopodobnie w latach 80. XIX wieku. Był typową warszawską kamienicą z podwórkiem studnią. Wybudowany został jako dwupiętrowy. Z czasem dobudowano trzecie piętro, żeby zwiększyć jego dochodowość. W przyziemiu tej kamienicy prowadzono sklepy (w tym kolonialny), co było nietypowe w tej okolicy. Ulica Chmielna sąsiadowała z budynkami i składami celnymi dworca, dlatego w kamienicach raczej prowadzono hotele dla pasażerów wysiadających z pociągów.
Jesienią 1942 od Jadwigi Chwaścińskiej potrzebującej pieniędzy na wydobycie syna z Auschwitz 2/3 nieruchomości nabył za 300 tys. zł Jan Henryk Holger Martin, obywatel Danii. Kamienica została zniszczona w czasie powstania warszawskiego.
Po II wojnie światowej, w wyniku dekretu Bieruta, działka ze „stosami gruzów” pod adresem Chmielna 70 przeszła na własność Gminy m.st. Warszawy, a po likwidacji gmin w 1950 na własność Skarbu Państwa. Jej pozostałości zostały zburzone przy okazji budowy Pałacu Kultury i Nauki. W miejscu tym pozostał chodnik, kawałek zieleni i murku. Martin bezskutecznie starał się o odzyskanie pozostałości budynku w imieniu swoim i współwłaścicielki, która wyjechała do Londynu. W 1948 Martin wyprowadził się do Kopenhagi. Na podstawie umów indemnizacyjnych z 1949 i 1953 PRL wypłaciła Danii 5,7 mln koron duńskich, z których ta miała wypłacić odszkodowania swoim obywatelom, których pozbawiono w Polsce nieruchomości. Martin odrzucał taką formę rekompensaty. Ostatecznie pieniądze, w wysokości 37 tys. koron duńskich, po jego śmierci w 1957 podjęli jego spadkobiercy.

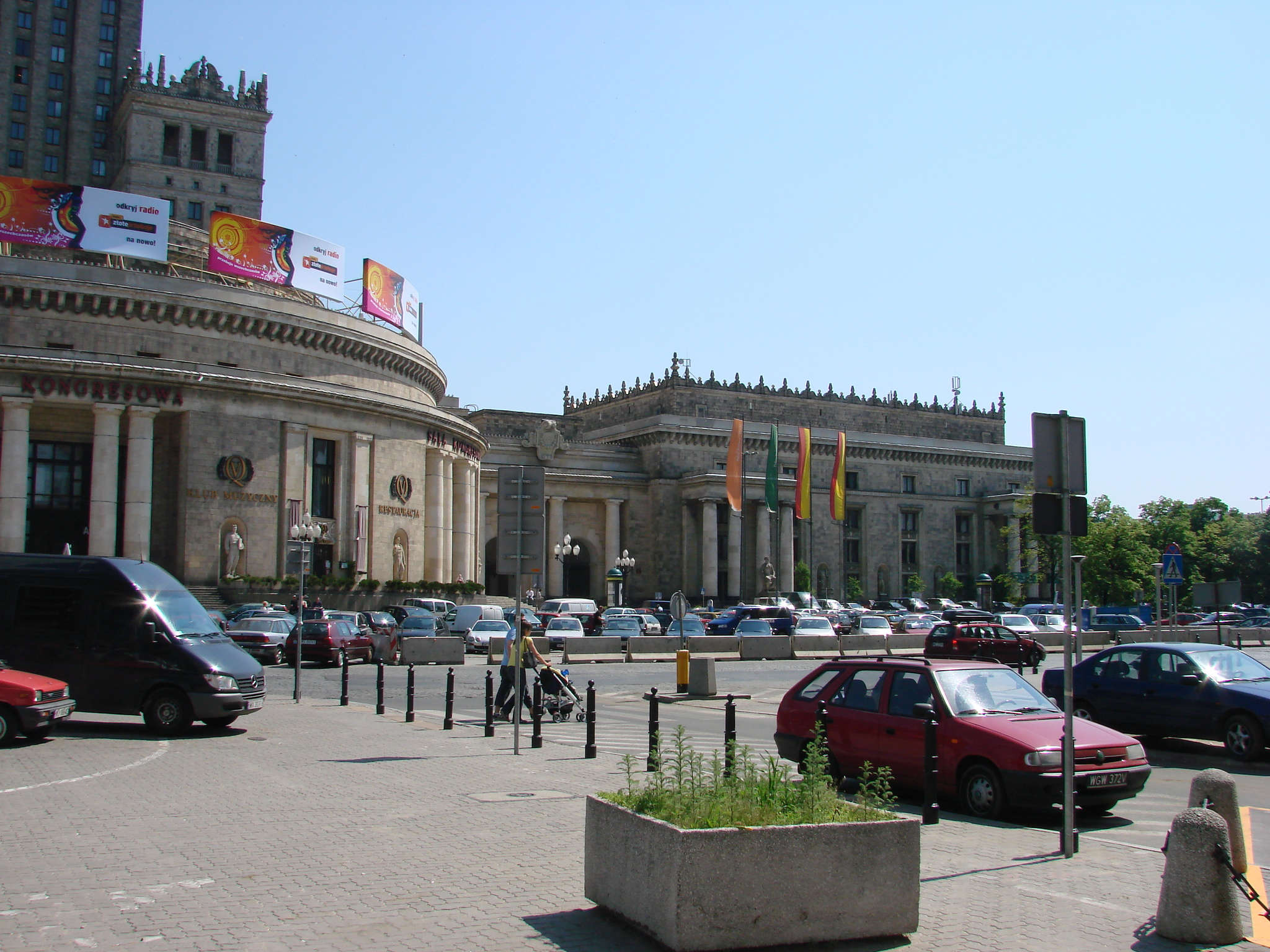
W głębi po prawej działka przy ul. Chmielnej 70. Zdjęcie wykonane w 2007

W 2009 sąd I instancji unieważnił umowę sprzedaży z 1942. Wyrok wydano bez zbadania, czy Martin zmarł; sąd założył, że mimo iż miałby wówczas 119 lat, żyje, lecz jedynie nieznane jest miejsce jego pobytu. Orzeczenie to zostało uchylone w apelacji. W 2010 Rada m.st. Warszawy przyjęła miejscowy plan zagospodarowania przestrzennego, zgodnie z którym na parceli po Chmielnej 70 można wybudować wysokościowiec. W 2012 Biuro Gospodarki Nieruchomościami (BGN) m.st. Warszawy wydało decyzję, na podstawie której zwróciło nieruchomość o szacunkowej wartości ok. 160 milionów złotych. Beneficjentami zostali dziekan Okręgowej Rady Adwokackiej w Warszawie Grzegorz Majewski, zajmujący się reaktywacją przedwojennych spółek Janusz Piecyk i urzędniczka Ministerstwa Sprawiedliwości Marzena Kruk. Nabyli oni wcześniej prawa do spadków od spadkobierców. Reprezentował ich Robert Nowaczyk, brat Marzeny Kruk. Decyzję wydał wicedyrektor BGN Jakub Rudnicki. Nowaczyk i Rudnicki posiadali willę Salamandra w Zakopanem, którą rok później sprzedali. Po podziale Nowaczyk otrzymał niecałe 2 mln zł, a Rudnicki blisko 7 mln zł.
W 2016 historia działki pod adresem Chmielna 70 stała się katalizatorem wybuchu afery reprywatyzacyjnej, kiedy to dziennikarki „Gazety Wyborczej” Iwona Szpala oraz Małgorzata Zubik opisały szereg powiązań towarzyskich środowiska urzędniczo-adwokackiego oraz fakt, że działka w ścisłym centrum Warszawy nie podlegała zwrotowi, gdyż roszczenia do niej zostały spłacone jeszcze w czasach PRL na podstawie umów indemnizacyjnych. W efekcie Nowaczyk, Rudnicki, jego rodzice Alina i Wojciech oraz Kruk (jako że zarobiła na reprywatyzacji 38 mln zł, została określona „najbogatszą urzędniczką w Polsce”) zostali w 2016 aresztowani w związku z podejrzeniem popełnienia przestępstw podczas procesu reprywatyzacji. W październiku 2018 prokuratura skierowała do Sądu Okręgowego w Warszawie akt oskarżenia dotyczący nieprawidłowości przy reprywatyzacji m.in. parceli przy Chmielnej 70.
W marcu 2017 poinformowano, że rozwiązano umowę użytkowania wieczystego działki przy ul. Chmielnej 70 i powróciła ona do zasobów m.st. Warszawy. W lipcu 2017 Komisja do spraw reprywatyzacji nieruchomości warszawskich uchyliła decyzję, na podstawie której zreprywatyzowano parcelę.